# Rowton Castle

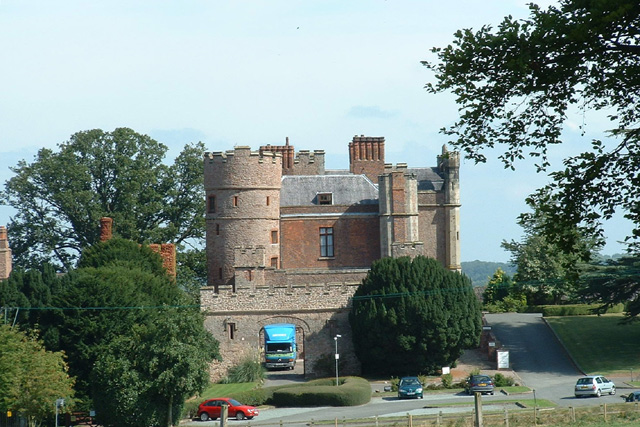
Rowton Castle

Rowton Castle ist ein Landhaus, etwa 10 km entfernt von Shrewsbury in der englischen Grafschaft Shropshire. Das von English Heritage als historisches Bauwerk II*. Grades gelistete Haus diente einst dem Royal National College for the Blind als Domizil, bevor dieses an seinen heutigen Standort nach Hereford verlegt wurde. Zu dem Haus aus dem 17. Jahrhundert gehören etwa 6,8 Hektar Garten. Heute dient es als Hochzeitssaal, Hotel und Restaurant.

## Geschichte
Das heutige Landhaus wurde im 17. Jahrhundert erbaut. Vorher stand dort einige Jahrhunderte lang eine Burg gleichen Namens. Das Haus befand sich bis zum Tod der letzten Namensträgerin, Lady Charlotte Lyster, 1889 in Besitz der Familie Lyster. Sie vererbte das Haus ihrem Neffen, Montagu Lowry Corry, der es wiederum an seinen Neffen, Colonel N. A. Lowry Corry, weitergab, als er 1903 starb. Der nächste Eigner des Hauses, Major Lees, verkaufte es 1941 an das Royal National College for the Blind. Dieses College war ursprünglich in London untergebracht und musste sich eine neue Bleibe suchen, nachdem ihr Domizil in Upper Norwood während The Blitz durch Bomben zerstört worden war. Dann wurde es von den Behörden aufgekauft. Das College nutzte das Landhaus selbst als Unterkünfte für das Personal und die älteren Schüler. Im Gebäude wurden auch der Speisesaal für die jüngeren und die älteren Schüler untergebracht. Die Klassenräume wurden auf der Ostseite des Gebäudes erstellt und wurden nach Auszug der Schule in Privatwohnungen umgewandelt.
1953 zerstörte ein Brand einen großen Teil der Gebäude und 38 Klaviere und Orgeln. Einer der Schüler hatte Alarm geschlagen und so konnten alle Bewohner gerettet werden. Der Unterricht konnte fortgesetzt werden, nachdem Henshaw's Institution for the Blind Schüler und Lehrer zeitweise übernahm. Das College wuchs und so wurden die Räumlichkeiten zu klein. Man musste weitere Gebäude in und um Shrewsbury erwerben und 1978 wurde die gesamte Schule nach Hereford verlegt, nachdem man dort ein Gebäude gefunden hatte, in dem alle Funktionen beherbergt werden konnten.
Nach dem Auszug der Schule stand Rowton Castle einige Jahre lang leer, bis 1986 der Umbau in ein Luxushotel begann. Das Hotel wurde am 12. April 1989 eröffnet. Im Oktober 1997 kauften ihre heutigen Eigner das Landhaus.